# أوسكار س. بادغر الثاني
أوسكار س. بادغر الثاني (بالإنجليزية: Oscar C. Badger II)‏ هو ضابط أمريكي، ولد في 26 يونيو 1890 في واشنطن العاصمة في الولايات المتحدة، وتوفي في 30 نوفمبر 1958.